# 赤草村
赤草村是中华人民共和国广东省广州市从化区街口街道所辖的一个行政村。村委会设在赤草，位于神岗圩北面约4千米。1958年人民公社化时成立赤草大队，因驻在赤草而得名。1967年文化大革命时更名赤卫大队，1974年复名。1983年12月并入连和乡，1987年1月分出改称村。辖4条自然村（凤凰岗、赤草、店头、员村）。1998年时，全村共有311户，人口1435人。